# 任务栏

Windows 95的任务栏位于默认桌面的下方

任务栏（英語：Taskbar）是Microsoft Windows作业系统桌面上用于启动、转换和管理程式的图形用户界面元素。任务栏与开始菜单首次于Windows 95出现，由微软程式管理员Daniel Oran在1993年设计，并建基于Oran和行为心理学家伯尔赫斯·弗雷德里克·斯金纳此前在哈佛大学对人科语言的研究。
任务栏让使用者能无时无刻看见已开启的程序和取得基本作业系统信息，并只须点击一次定点设备便能转换程序，此功能在任务栏1995年问世时是独一无二的。Windows 95发行以前，IBM OS/2亦有類似的任务栏，但其设计更偏向于現代macOS中的Dock。
Windows 95发行之后，其他桌面作業系統也出现类似工具。类似界面的设计虽有不同，但一般为紧贴屏幕边界的横条。横条上附有图示和文字，对应已开启的视窗，在使用中的视窗以不同颜色或形态呈现，按下图示或文字描述将转换视窗。某些作业系统让使用者在任务栏上固定文档或程式，以及显示通知和及时更新的资讯。

## 前者

### Windows 1.0
Windows 1.0在1985年发布，运行中的程序在最小化（当时称为“图示化”）的时候会以图标罗列在界面底部的横条。双击视窗的标题栏、拖拽窗口到栏上的空白处或从菜单中发出命令都可将窗口最小化；双击窗口图标或将图标拖出栏外即可恢复窗口大小。
横条有多个空位以供显示图示，当用户需要更多空位时，横条会向上伸延，增多一行显示图示的空间。已经最小化的窗口可以放置在横条上的任何空位中。横条的背景颜色与屏幕背色相同，但后者可以转换色彩。

### Arthur
早期类似的界面可见于艾康電腦Arthur作业系统中的“icon bar”。Icon bar上的图示包括已挂载的硬盘和RAM盘、运作中的程式和系统工具，每个图示支持自己的独立菜单和拖放操作。Icon bar在后来的RISC OS系统成为了不可或缺的部分。

### Amiga
在AmigaOS，任务栏由第三方创立。后来，第三方开发的Amidock被正式纳入AmigaOS 3.9和AmigaOS 4.0中。AROS作业系统也包含Amistart以供用户免费安装，而MorphOS以配备类似AmigaOS或Mac OS X中的Dock。

## Microsoft Windows
Windows任务栏默认位于屏幕下方，从左到右依次有开始菜单、快速启动栏、任务按钮和通知区域（或称系统托盘）。快速启动栏在Windows桌面更新后加入，不属于Windows XP的默认配置。
Windows 7后来让用户将程式固定在任务栏并移除了快速启动栏。在Windows 8和Windows Server 2012，位于屏幕左下角的热点取代了开始按钮，直至Windows 8.1和Windows Server 2012 R2将按钮归位。 

### Windows Vista之前
开始菜单包括了打开程序、文档、设置选项的命令。这些命令菜单包括程序、文档、搜索、帮助、运行和关闭。
快速启动栏，包括了Internet Explorer以及其他一些程序的快捷方式，除了系统默认的程序外，用户也可自行在其中添加快捷方式。单击快速启动栏上的程序图标即可打开程序。快速启动栏并不是永久可见，例如Windows XP默认不显示，当然你可以通过设置来显示它。
当程序打开一个窗口时，在任务栏上会出现相应的按钮，以方便调用。Windows XP中还提供了相似任务分组功能，使得管理窗口更加方便快捷。
输入法工具条也可能出现在任务栏上，这是东亚版本Windows特有的。一些输入法例如微软拼音输入法可以设置为放入任务栏，这样做有时候会因为输入法工具条太长，导致任务按钮被分成可滚动的几页或者分组排列。
最右侧的区域叫做通知区域，也称系统托盘。它包括了很多程序的图标，通常这些程序是开机直接运行或者被设置为最小化不出现在按钮区域。
任务栏上也可以放一些其他的工具栏。任务栏也可以被放在屏幕上方或两边。

### Windows 7
从Windows 7开始，任务栏出现了重大变化，快速启动栏取消，取而代之需要快速启动的程序快捷方式图标会被固定在任务栏上，启动程序后会在任务栏显示程序的图标。

### Windows 8、8.1、10
Windows 8取消在工作列上顯示的開始按鈕，這讓部份Windows的使用者在操作上感到不便，因此微軟於Windows 8.1恢復了開始按鈕。這是微軟自Windows 95已來唯一一次取消開始按鈕。
Windows 10的工作列新增了Cortana、工作檢視、熒幕鍵盤、重要訊息中心。同时语言栏被移到托盘区图标右侧。

### Windows 11
任务栏被重新设计，默认情况下，底部按钮居中对齐，虽然它也可以被移回原先的左侧。小组件、开始菜单和任务视图也拥有了被重新设计的按钮，而所有的这些都具有动画。任务栏被永久锁定在屏幕底部，在Windows 11中无法移动到屏幕的顶部、左侧或右侧。

## 其他操作系统
Windows并不是唯一具有任务栏的操作系统，在其他操作系统例如使用KDE Plasma桌面环境的Linux中也有类似条状工具。macOS的Dock也是一种任务栏。

## 備註
1. ↑  系统托盘不是官方名称，请看Windows开发者Raymond Chen的解释[7]。